# Stereodon radicalis
Stereodon radicalis là một loài Rêu trong họ Hypnaceae. Loài này được (P. Beauv.) Mitt. mô tả khoa học đầu tiên năm 1864.